# Мякинен, Эвелиина
Эвелиина Мякинен (фин. Eveliina Mäkinen; род. 12 апреля 1995, Киукайнен, Турку-Пори), урождённая Суонпяя (фин. Suonpää) — финская хоккеистка, вратарь клуба «Цуг». В составе сборной Финляндии двукратный бронзовый призёр Олимпийских игр (2018, 2022).

## Биография
Уроженка муниципалитета Киукайнен. Занималась хоккеем с четырёх лет вместе со своим братом, два сезона провела в мужских командах, прежде чем перейти в женский хоккейный клуб. Выступает за команду «Лукко» в женской СМ-лиге, завершила сезон 2012/2013 с коэффициентом надёжности 3.02 и показателем в 91,7 % отбитых бросков.
В 2013 году Суонпяя выступила за сборную до 18 лет на чемпионате мира, показав коэффициент надёжности в 2.77 и 90,5 % отбитых бросков. В августе 2013 года дебютировала за сборную Финляндии в матче против Японии (победа 4:1), причём в том же матче дебютировала второй вратарь, Тиина Ранне. Сыграла на Олимпийских играх 2014 года, причём, по её словам, решение о включении в заявку стало для неё сюрпризом. Завоевала бронзовые медали на Олимпиаде в Пхёнчхане, также в её активе бронзовые медали чемпионатов мира 2015 и 2017 годов.
В сезоне 2014/15 училась в университете Миннесота-Далат, выступая за её хоккейную команду в первом дивизионе NCAA, вследствие чего неоднократно говорила о своём желании играть за океаном. Ныне проживает в Куортане, студентка спортивной академии Куортане.

## Личная жизнь
Муж — финский хоккеист Атте Мякинен (род. 1995).